# Паску-Эне-Дершидан, Ана
Ана Паску (рум. Ana Pascu; 22 сентября 1944, Бухарест — 6 апреля 2022, Бухарест) — румынская фехтовальщица, чемпионка мира и призёр Олимпийских игр. После замужеств носила фамилии Эне (рум. Ene) и Дершидан (рум. Derşidan). Заслуженный мастер спорта Румынии.

## Биография
Родилась в 1944 году в Бухаресте.
В 1964 году приняла участие в Олимпийских играх в Токио, где разделила 5-е место с командой. В 1967 году завоевала бронзовую медаль чемпионата мира. В 1968 году стала бронзовой призёркой Олимпийских игр в Мехико в командном первенстве. В 1969 году стала чемпионкой мира. На чемпионате мира 1970 года стала обладательницей серебряной медали, а на чемпионате мира 1971 года — бронзовой. В 1972 году стала бронзовой призёркой Олимпийских игр в Мюнхене в командном первенстве. В 1973—1975 годах вновь становилась бронзовой призёркой чемпионатов мира. В 1976 году приняла участие в Олимпийских играх в Монреале, но не завоевала наград.
С 1982 по 2013 год возглавляла Румынскую федерацию фехтования; впоследствии была почётным президентом Федерации. В 1984—1996 годах входила в Комиссию по правилам Международной федерации фехтования, в 1996—2004 годах работала в составе Судейской комиссии Международной федерации фехтования, с 2000 года являлась членом Исполнительного комитета Международной федерации фехтования, с 2004 года — вице-президент Международной федерации фехтования. Также с 2004 года она являлась вице-президентом Олимпийского комитета Румынии.
Ана Паску - мать бас-гитариста и автора песен румынской хеви-метал группы Goodbye to Gravity - Алекса Паску (род. 11 декабря 1981 года), умершего 11 ноября 2015 года в результате полученных ожогов во время пожара в клубе Colectiv 30 октября 2015 года, где группа давала бесплатный концерт в честь выпуска нового альбома Mantras of War.
Скончалась 6 апреля 2022 года.